# Кароол (Баткенская область)
Кароол (кирг. Кароол) — село в Кадамжайском районе Баткенской области Кыргызстана. Входит в состав айылного аймака Майдан.

## География
Село расположено в восточной части области, на левом берегу реки Исфайрамсай, на расстоянии приблизительно 32 километров (по прямой) к юго-востоку от города Кадамжай, административного центра района. Абсолютная высота — 1286 метров над уровнем моря.

## Население
Согласно оценочным данным Национального статистического комитета Кыргызской Республики, численность населения села на начало 2023 года составляла 592 человека.
| год     | 2009 | 2014 | 2015 | 2020 | 2021 | 2023 |
| ------- | ---- | ---- | ---- | ---- | ---- | ---- |
| человек | 515  | 552  | 471  | 579  | 583  | 592  |